# بزنکوئیه
بزنکوئیه یک روستا در ایران است که در دهستان چهارگنبد شهرستان سیرجان واقع شده‌است. بزنکوئیه ۲۰ نفر جمعیت دارد.